# Beethoven's Big Break
Beethoven's Big Break (titulada Beethoven - La gran oportunidad en España y Beethoven 6: Súper estrella en Hispanoamérica) es una película estadounidense directamente para vídeo de 2008 dirigida por Mike Elliott. Está protagonizada por Jonathan Silverman, Moisés Arias, Jennifer Finnigan, Rhea Perlman, Cesar Millan y Stephen Tobolowsky. La película se estrenó el 30 de diciembre de 2008 en Estados Unidos. 

## Sinopsis
Eddie (Jonathan Silverman), un padre soltero que es entrenador de animales deberá hacerse cargo de un perro San Bernardo que se hace famoso por el éxito de una audición cinematográfica. Sin embargo, unos malvados planean secuestrar al perro para pedir un rescate.

## Reparto
- Jonathan Silverman – Eddie Thornton
- Moisés Arias – Billy Thornton
- Jennifer Finnigan – Lisa Waters
- Rhea Perlman – Patricia Benji
- Cesar Millan – El mismo
- Stephen Tobolowsky – Sal Demarco
- Stefanie Scott - Katie

- Datos: Q2627302